# .net
.net（ドットネット）は、インターネットのDomain Name Systemで使用されるジェネリックトップレベルドメイン(gTLD)の一つである。
この名前はネットワークを表す"network"に由来しており、インターネットサービスプロバイダ(ISP)やその他のネットワークインフラストラクチャ企業など、ネットワークテクノロジに関わる組織を対象としているということを示している。ただし、それ以外の組織・個人に対する制限が適用されたことはなく、.netドメインは実質的に汎用の名前空間となっている。今なおネットワーク事業者や広告業界で人気があり、また、.comで取得したいドメインが既に取られていた場合の代替としても使用される。
.netは、.com、.org、.edu、.gov、.mil、.arpaとともに当初からあるトップレベルドメインの一つで、1985年1月に創設されたが、他のドメインと違って.netだけは RFC 920 に記載されていない。2015年現在、.com、.tk、.deに次いで4番目に人気のあるトップレベルドメインである。
ネットワーク・ソリューションズを買収して.netの運営者となったベリサインは、2005年6月30日で満了となる運用契約を結んだ。ドメイン管理を担当する組織であるICANNは、ベリサインとの契約満了時に、ドメインを運営する組織の提案を求めた。ベリサインは契約入札を行って落札し、6年間の.netレジストリとしての契約を結んだ。2011年6月30日、ベリサインとの契約は自動的に6年間更新された。これは、ICANNが提示した要件をベリサインが満たしている限り、自動的に更新が行われるとICANN理事会が決議したことによるものである。
登録は認定されたレジストラによって処理され、国際化ドメイン名も使用可能である。